# Джек Паркінсон
Джек Паркінсон (англ. Jack Parkinson, 21 вересня 1883, Бутл — 13 вересня 1942) — англійський футболіст, що грав на позиції нападника, насамперед за «Ліверпуль», а також національну збірну Англії.
Чемпіон Англії. 

## Клубна кар'єра
У дорослому футболі дебютував 1903 року виступами за «Ліверпуль», в якому провів одинадцять сезонів, взявши участь у 220 матчах чемпіонату. Був одним із гравців основного складу вже в сезоні 1904/05, в якому ліверпульці здобули перемогу у Другому дивізіоні Футбольної ліги. Утім у найвищому дивізіоні молодого нападника використовували спочатку здебільшого в ротації, зокрема в сезоні 1905/06, в якому «Ліверпуль» відразу після повернення до Першого дивізіону став його переможцем і, відповідно, чемпіоном Англії, Паркінсон додав до свого активу лише 9 виходів на поле, утім забивши 7 голів. Знову основним нападником став у сезоні 1909/10, відразу довівши виправданість такого вибору тренерського штабу, адже забив того сезону 30 голів у 31 матчі чемпіонату і став його найкращим бомбардиром. 
У сезоні 1913/14 втратив місце у складі «Ліверпуля», тож вже сезон 1914/15 проводив у друголіговому «Бері». Переривання 1915 року футбольних змагань, пов'язане з Першою світовою війною фактично стало для гравця, якому вже було за 30 років, завершенням кар'єри.

## Виступи за збірну
1910 року провів дві офіційні гри у складі національної збірної Англії.
Помер 13 вересня 1942 року на 59-му році життя.

## Титули і досягнення
- Чемпіон Англії (1):

«Ліверпуль»: 1905/06
- Найкращий бомбардир Футбольної ліги Англії (1):

1909/10 (30 голів)